# Zonas de Sardes
Pour les articles homonymes, voir Sardes.
Zonas de Sardes est un poète grec ayant vécu dans la première moitié du Ier siècle av. J.-C. Son nom laisse penser qu'il était originaire de Sardes, mais on ne sait rien de sa vie. Il a composé des épigrammes dont plusieurs ont été conservés dans l’Anthologie de Philippe de Thessalonique, regroupée par la suite dans l’Anthologie grecque.

## Sources anciennes
- Anthologie palatine, VI, 22, 98, 106 ; IX, 226, 312, 556.